# Старе Мамангіно
Старе Мама́нгіно (рос. Старое Мамангино, ерз. Сире Маманя) — село у складі Ковилкінського району Мордовії, Росія. Входить до складу Великоазяського сільського поселення.
Населення — 2 особи (2010; 20 у 2002).
Національний склад станом на 2002 рік:
- мордва — 90 %